# 가브리엘 무통
가브리엘 무통(Gabriel Mouton, 1618년~ 1694년 9월 28일)은 프랑스의 수도원장이자 과학자였다. 그는 리옹 출신의 신학 박사였지만 수학과 천문학에도 관심이 있었다. 1670년 그의 저서 <태양과 달의 직경 관찰(Observationes diametrorum solis et lunae apparentium)>에서 지구의 둘레를 바탕으로 길이의 자연 표준을 정하고 십진법 단위 체계의 사용을 제안하였다. 1799년 미터법 채택에 영향을 미쳤다.

## 밀리아르, 길이의 단위
볼로냐의 리치올리가 측정한 지구의 크기(32만 1815 볼로냐 피트)를 바탕으로 무통은 자연에 근거한 시스템의 장점을 설명하면서 지구의 둘레를 기준으로 한 십진법 측정 시스템을 제안했다.
| 이름      | 비르가의 배수 | 대략적인 길이   |
| --------- | ------------- | --------------- |
| Milliare  | 1000          | 약 2 km, 1 해리 |
| Centuria  | 100           | 200 m           |
| Decuria   | 10            | 20 m            |
| Virga     | 1             | 2 m             |
| Virgula   | 0.1           | 20 cm           |
| Decima    | 0.01          | 2 cm            |
| Centesima | 0.001         | 2 mm            |
| Millesima | 0.0001        | 0.2 mm          |

그는 자오선 호의 1분(1도의 1/60)을 밀리아르(milliare)로 정하고 이것을 연속해서 다시 10등분하여 센추리아(centuria), 데추리아(decuria), 비르가(virga), 비르굴라(virgula), 데시마(decima), 센테시마(centesima), 밀레시마(millesima)로 나누는 체계이다. 밀리아르의 1/1000인 비르가는 64.4 볼로냐 인치로서 약 2.04 m에 해당하며 당시 사용되던 단위인 토이즈(~1.95 m)에 상당히 가까웠으므로 새로운 단위를 쉽게 받아들일 수 있게 하였다.
실제로 구현할 때는 진자의 길이를 이용하였는데 리옹에 위치한 길이 1 비르굴라(1/10 비르가)의 진자는 30분에 3959.2회 방향을 바꾸도록 제안했다. 그러면 진자의 길이는 약 20.54cm가 된다.
그의 제안은 당시에 주목을 받았으며 1673년에는 하위헌스와 장 피카르(Jean Picard)도 지지하였고 런던의 왕립학회는 이 방법에 대해 조사하였다. 1673년 라이프니츠는 독립적으로 무통과 비슷한 제안을 하였다.
그러나 프랑스 과학 학술원의 무게 및 측정 위원회가 지구 둘레를 세분한 것을 미터로 제한한 것은 그로부터 한 세기가 지나서이다. 프랑스에서 공식적으로 미터법을 받아들인 것은 1791년이다.
오늘날의 척도로 1 밀리아르는 1 해리(nautical mile)에 해당하며 1 비르가는 1.852m이다.

## 참고 문헌
- G. Bigourdan: Le systeme metrique des poids et mesures, 1901, chapter Les precurseurs de la reforme des poids et mesures
- Ferdinand Hoefer: Historie de l'astronomie, Paris 1873